# 外新礁
外新礁，為台灣澎湖縣白沙鄉的一個島嶼。島嶼位置在鳥嶼北方約2公里的海上，白沙嶼西北西方約1.4公里，礁岩上設有導航標誌燈一座。
蹺仔礁並未被列入的2005年澎湖縣島嶼數量研究案中的90島中，但其達到國際海洋公約對於島嶼的標準（四面環水並在高潮時高於水面的自然形成的陸地區域）。